# Егорово (Нижегородская область)
Егорово — деревня, административный центр Егоровского сельсовета в Воскресенском районе Нижегородской области.

## География
Находится в правобережье Ветлуги на расстоянии примерно 27 километров по прямой на юг-юго-восток от районного центра посёлка Воскресенское.

## История
Деревня основана в 1761 году, название первоначальное Исток, нынешнее название по фамилии первопоселенцев из деревни Валявиха. В 1859 году учтено было 52 двора и 289 жителей. Население в советское время занималось лесозаготовками и работало в колхозе «Россия».

## Население
Постоянное население составляло 281 человек (русские 100 %) в 2002 году, 255 в 2010 году.